# 160号弗吉尼亚州州道
維吉尼亞州160號公路（Virginia State Highway 160）是為美國維吉尼亞州的重要公路之一，位於Wise郡，連接Appalachia的美國國道23至肯塔基州的肯塔基州160號公路和肯塔基州80號公路。於1940年建成，全長12.91公里。